# Крупъц
Крупъ̀ц или Крупац (на сръбски: Крупац) е село в община град Пирот, Пиротски окръг, Сърбия. През 2002 г. населението му е 1444 души.

## География
Крупъц е купно село, разположено на север от международния път Е80 и на юг от планината Видлич, в североизточния край на Пиротската котловина, на 8,5 км югоизточно от Пирот. Землището на Крупъц е едно от най-големите в региона и има площ от 46,36 км².

## История
Край Крупъц се намират останки от антична крепост, римски километричен камък от времето на Филип Арабина и други находки от Античността.
В съкратен регистър на Пиротския кадилък от 1530 година Курупич е отбелязано като село с 33 домакинства, 6 неженени жители и една  вдовица. Отново като Курупич селото е споменаго в джелепкешански регистър от 1576 година с шестима джепкешани – Никола Поп, Матко Пею, Стайкю Радослав, Стоян Димитре, Чуче Черче и Поп Пею. В регистър на войнушките бащини от 1606 година се споменават шест бащини от Курпич – на Цветко Дудин, на Пене, син на Братой, на Стоян Груин (вместо Груе Николин), на Милчо, син на Милкин, Джурдже, син на Пенин и на Ярмил Петин.
Предполага се, че през ХVІІІ век в днешното землище на Крупъц съществуват селата Раковица и Омерспаин чифлик. Във второто село според местни предания са живели преселници от района на Трън и турци. Омерспаин чифлик вероятно изчезва през ХVІІІ век, макар че се споменава като самостоятелно селище и в 1866 година. В началото на ХІХ век в землището на селото се намират и Горна Раковица (чифлик), Чакър извор, Мачков и Брчков чифлик. Тези селища също изчезват преди 1878 година, а голяма част от жителите им се преселват в Крупъц.
Смята се, че през ХVІІІ век по-голямата част от жителите на Крупъц се разбягват във Видлич или в съседното село Басара, а по-късно се завръщат в старото си село, като се установяват на днешното място на Крупъц. От края на ХVІІІ век до 1890 година в Крупъц или в някои от селата, които впоследствие се сливат с него, се заселват и преселници от Висока и Забърдието – от селата Вълковия, Моинци, Изатовци, Сенокос, Височки Одоровци, Гуленовци, Больев дол, Йеловица, Мургаш, Бърля и други.
В 1843 година свещеникът Йоан от Крупец е спомоществувател за издадената в Цариград книга „Осмогласник“ През 1849 година местният учител Виден е сред спомоществувателите (предплатниците) на „Извод от физика“ на Найден Геров, записани от пиротския учител Петър Георгиевич.
Според Берлинския договор селото е включено в пределите на Сърбия. Границата е прокарана на изток от землището му. Според сръбския автор Мита Ракич в 1879 година Крупац има 151 къщи и 1096 жители (548 мъже и 547 жени). Петима мъже са грамотни.
През 1915 – 1918 и 1941 – 1944 година селото е в границите на военновременна България. През 1916 година, по време на българското управление на Моравско, Крупец е център на община, в която влизат и Големо село и Малък Ивановец. Има 1999 жители.

## Население

### Брой
- 1948 – 2711 жители.
- 1953 – 2577 жители.
- 1961 – 2245 жители.
- 1971 – 1924 жители.
- 1981 – 1883 жители.
- 1991 – 1635 жители.
- 2002 – 1444 жители.

При преброяването от 2002 година 1346 жители на селото са се определили като сърби, 81 – като роми, трима – като българи, а за 11 няма данни.

## Личности
Родени в Крупъц
- Димитър Стаменов (Стоманов) (1856 – 1922 или след това), български опълченец, ефрейтор от V рота на Българското опълчение в Руско-турската война през 1877 – 1878 г., живял след войната в Пирот, Цариброд и София.[14]